# Tournoi européen FIRA de rugby à XV 1935
Navigation
Tournoi européen FIRA 1936
Le Tournoi européen FIRA de rugby à XV 1935 est organisé par la Fédération internationale de rugby amateur. Il se déroule à Rome le 22 avril 1935. La seule rencontre au programme n'est pas inscrite dans les annales du rugby français et aucune cape n'est comptabilisée pour les joueurs,. Le XV de France l'emporte 44 à 6 face aux Italiens,.

## Le match
(mt 15 - 0)
Points marqués

 France
- 10 essais de Finat (2e, 4e), Blond (6e), Fretet (43e, 48e, 68e), Coderc (59e), Laurent (67e), Dorot (77e) et Boyer (83e)
- 5 transformations de Chaud (6e, 67e, 68e, 77e, 83e)
- 1 drop de Chaud (24e)

 Italie
- 2 essais de Vinci IV (70e) et Marescalchi (71e)

Évolution du score : 3-0, 6-0, 11-0, 15-0, mt, 18-0, 21-0, 24-0, 29-0, 34-0, 34-3, 34-6, 39-6, 44-6.
Arbitre : Léopold Mailhan 
| France · Titulaires · Eugène Chaud 15 · 2e 4e René Finat 14 · Joseph Desclaux 13 · 59e Jean Coderc 12 · 43e 48e 68e Robert Fretet 11 · 83e Paul Boyer 10 · (cap.) Léopold Servole 09 · Louis Dupont 08 · François Raynal 07 · 6e Jean Blond 06 · 77e Jacques Dorot 05 · André Camel 04 · 67e Marcel Laurent 03 · Charles Bigot 02 · Marcel Ollivier 01 · Remplaçants · X · X · X · X · Entraîneurs · Joseph Lanusse · Allan Muhr |  | Italie · Titulaires · 15 Riccardo Centinari · 14 Aurelio Cazzini · 13 Giuseppe Piana · 12 Francesco Vinci III · 11 Lucio Cesani · 10 Pietro Vinci IV (cap.) 70e · 09 Renato de Marchis · 08 Eraldo Sgorbati · 07 Giuseppe Visentin · 06 Carlo Carloni · 05 Gastone de Angelis · 04 Angelo Albonico · 03 Orlando Maestri · 02 Ottavio Bottonelli · 01 Leandro Tagliabue · Remplaçants · Riccardo Aymonod · Arrigo Marescalchi 71e · Giulio Rizzoli · Filippo Caccia Dominioni · Entraîneur · Julien Saby · X · |